# Коприва (село)
Коприва (болг. Коприва) — село в Болгарии. Находится в Кюстендилской области, входит в общину Кюстендил. Население составляет 5 человек.
Название c болг. Коприва переводится, как Крапива.

## Политическая ситуация
Коприва подчиняется непосредственно общине и не имеет своего кмета.
Кмет (мэр) общины Кюстендил — Петыр Георгиев Паунов (коалиция в составе 3 партий: Демократы за сильную Болгарию (ДСБ), Союз демократических сил (СДС), АТАКА) по результатам выборов в правление общины.